# Ruta 3 (Paragwaj)
Ruta Nacional N° 3 "Gral. Elizardo Aquino" (lub krócej Ruta 3) – droga w Paragwaju, zaczynająca się w stolicy kraju - Asunción, natomiast kończąca się w Bella Vista Norte w departamencie Amambay. Jej długość wynosi 475 km.

## Przebieg trasy
| Kilometr | Miasto                   | Departament | Skrzyżowanie     |
| -------- | ------------------------ | ----------- | ---------------- |
| 0        | Asunción                 | Asunción    |                  |
| 14       | Mariano Roque Alonso     | Centralny   | Ruta 9           |
| 21       | Limpio                   | Centralny   |                  |
| 36       | Emboscada                | Cordillera  |                  |
| 65       | Arroyos y Esteros        | Cordillera  |                  |
| 116      | Veinticinco de Diciembre | San Pedro   |                  |
| 151      | San Estanislao           | San Pedro   | Ruta 8 i Ruta 10 |
| 176      | Guayaibí                 | San Pedro   |                  |
| 228      | General Isidoro Resquín  | San Pedro   |                  |
| 249      | Lima                     | San Pedro   |                  |
| 255      | Santa Rosa del Aguaray   | San Pedro   | Ruta 11          |
| 353      | Yby Ya’ú                 | Concepción  | Ruta 5           |
| 475      | Bella Vista Norte        | Amambay     |                  |